# Theobroma bicolor
Theobroma bicolor, denominado también pataxte, pataxtle, mocambo, macambo, majambo, balamte, bacao o  maraca, es una especie cercana al cacao Theobroma cacao, y fue muy empleada en la América precolombina para preparar una bebida denominada pataxte, bebida de cacao típica de los pueblos mayas. También se llama bacao de Chocó.

## Descripción
Son árboles que alcanza un tamaño de 7-12 m de alto. Hojas oblongas u ovadas, de 20-36 cm de largo y 8-17 cm de ancho, ápice agudo, base redondeada o subcordada, haz glabra, envés homótrico, velutino-ceniciento incluso los nervios principales. Inflorescencias multifloras axilares; lámina de los pétalos redondeada, pubescente, roja; estambres 10, en 5 haces 2-anteríferos; estaminodios linear-oblongos, algo más largos que los pétalos, erectos, pubescentes. Fruto leñoso cuando seco, elipsoidal, de 13 cm de largo y 8 cm de ancho, 10-acostillado, espacios intercostales marcadamente reticulados.
Las características de tamaño son algo diferentes a las de otras especies del género Theobroma. Es ligeramente de tallo más alto que el cacao (Theobroma cacao) y las flores poseen colores más vivos. Es considerado un cacao de calidad superior.

## Distribución y hábitat
Es una especie muy escasa, se encuentra en los bosques pantanosos y otro tipo de suelos. siempre que se encuentren bien drenados, en la zona atlántica; a una altitud de 20-100 m; fr oct; es cultivada desde México hasta el noreste de Brasil, noroeste de Ecuador y en Perú, probablemente originaria de América Central.

## Taxonomía
Theobroma bicolor fue descrita por Humb. & Bonpl. y publicado en Plantae Aequinoctiales 1: 104–106, t. 30a, 30b. 1808[1806].
Etimología
Theobroma: nombre genérico que deriva de las palabras griegas:  θεός teos = "dios" + βρώμα broma = "alimento" que significa "alimento de los dioses".
bicolor: epíteto latíno que significa "con dos colores".
Sinonimia
- Cacao bicolor (Humb. & Bonpl.) Poir.
- Theobroma ovatifolia Moc., Sessé & DC.
- Tribroma bicolor (Humb. & Bonpl.) O.F.Cook	[8]

## Importancia económica y cultural
Uno de los usos más frecuentes es en forma de preparado de bebida denominada pataxte cacao. En su preparación los granos de la planta se ponen a fermentar, en lo que se denomina calcificación.

### Historia
Esta variedad de cacao fue mencionada en el Popol Vuh. Aparece relacionada su bebida, el Pataxteen la Historia Quiché de Don Juan de Torres, en el que se describe que tras lograr la conquista de Xetulul, en el siglo XV, los Kiche recibieron tributo que incluía los siguientes productos: pescado, camarón, cacao y pataxte.

## Galería de imágenes

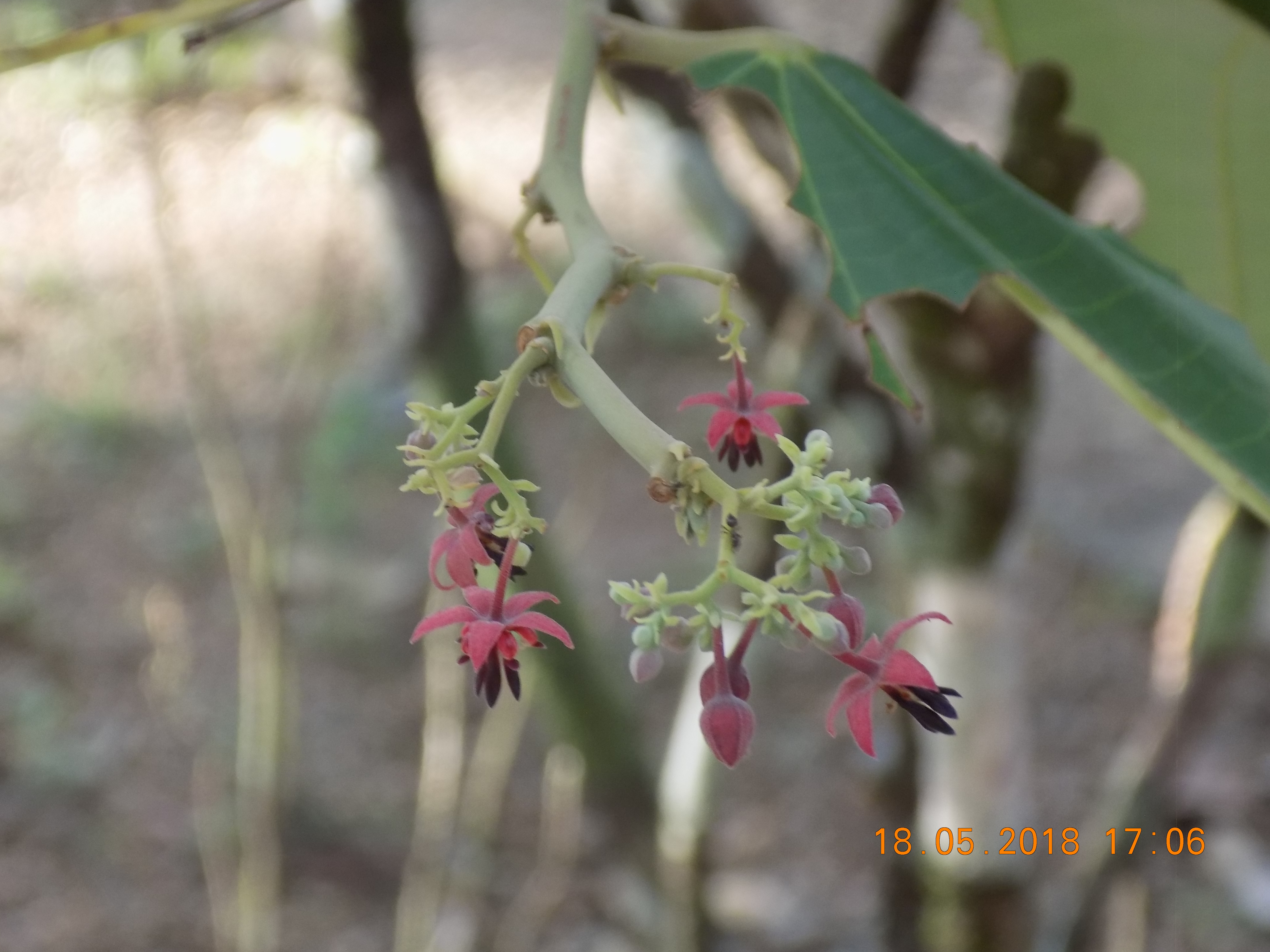
Detalle de las flores
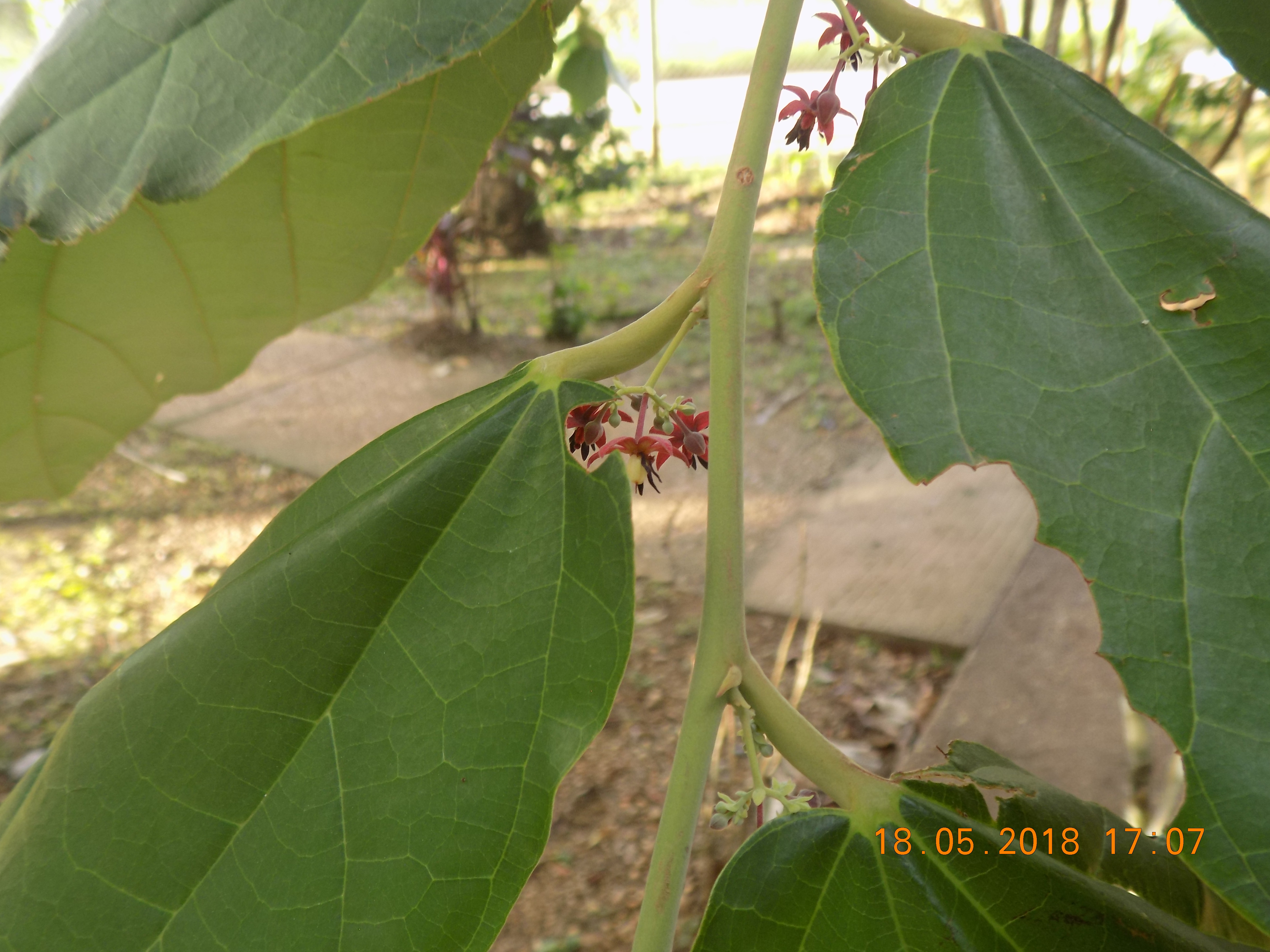
Inflorescencia axilar de Theobroma bicolor
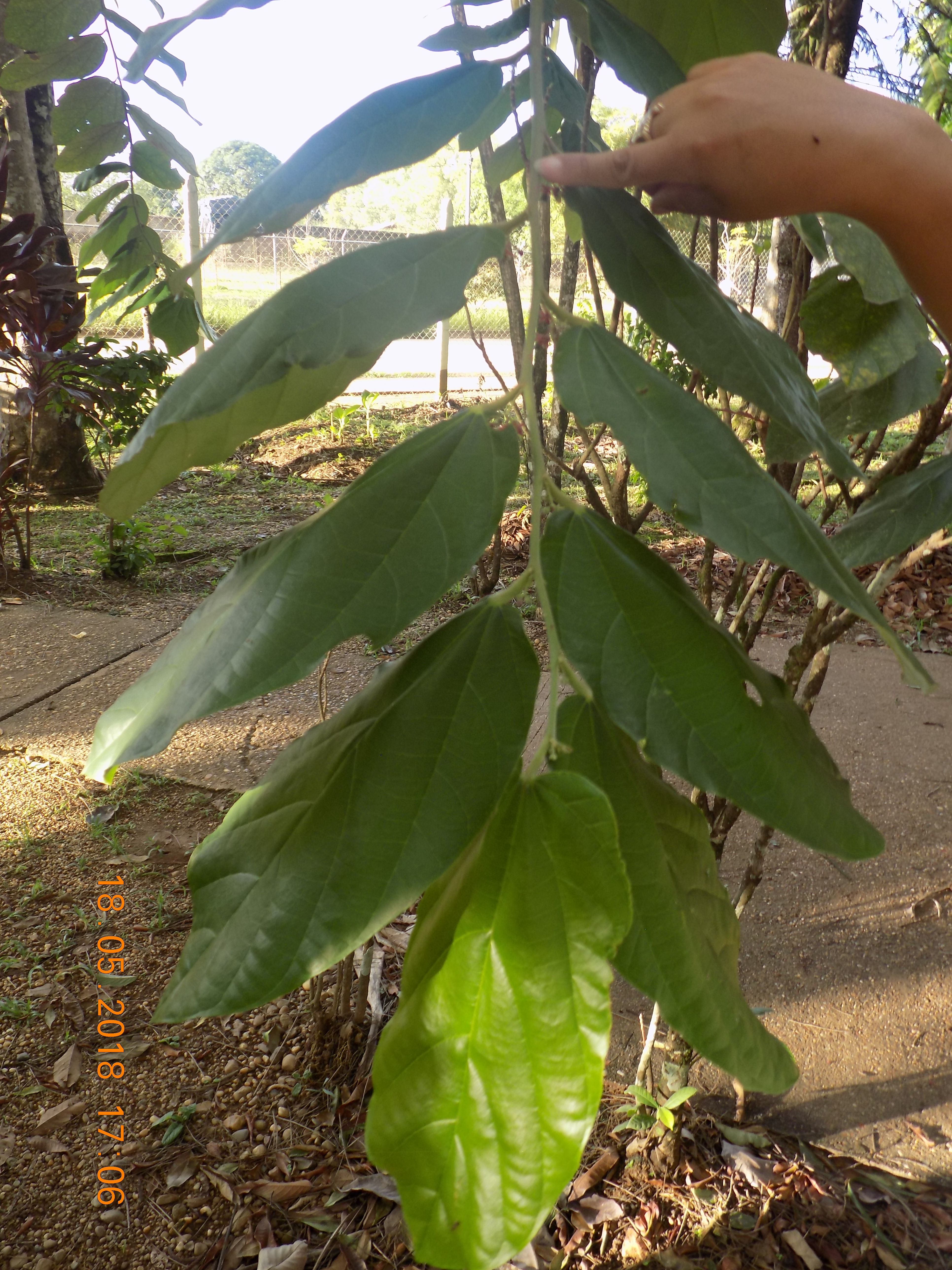
Filotaxia de Theobroma bicolor
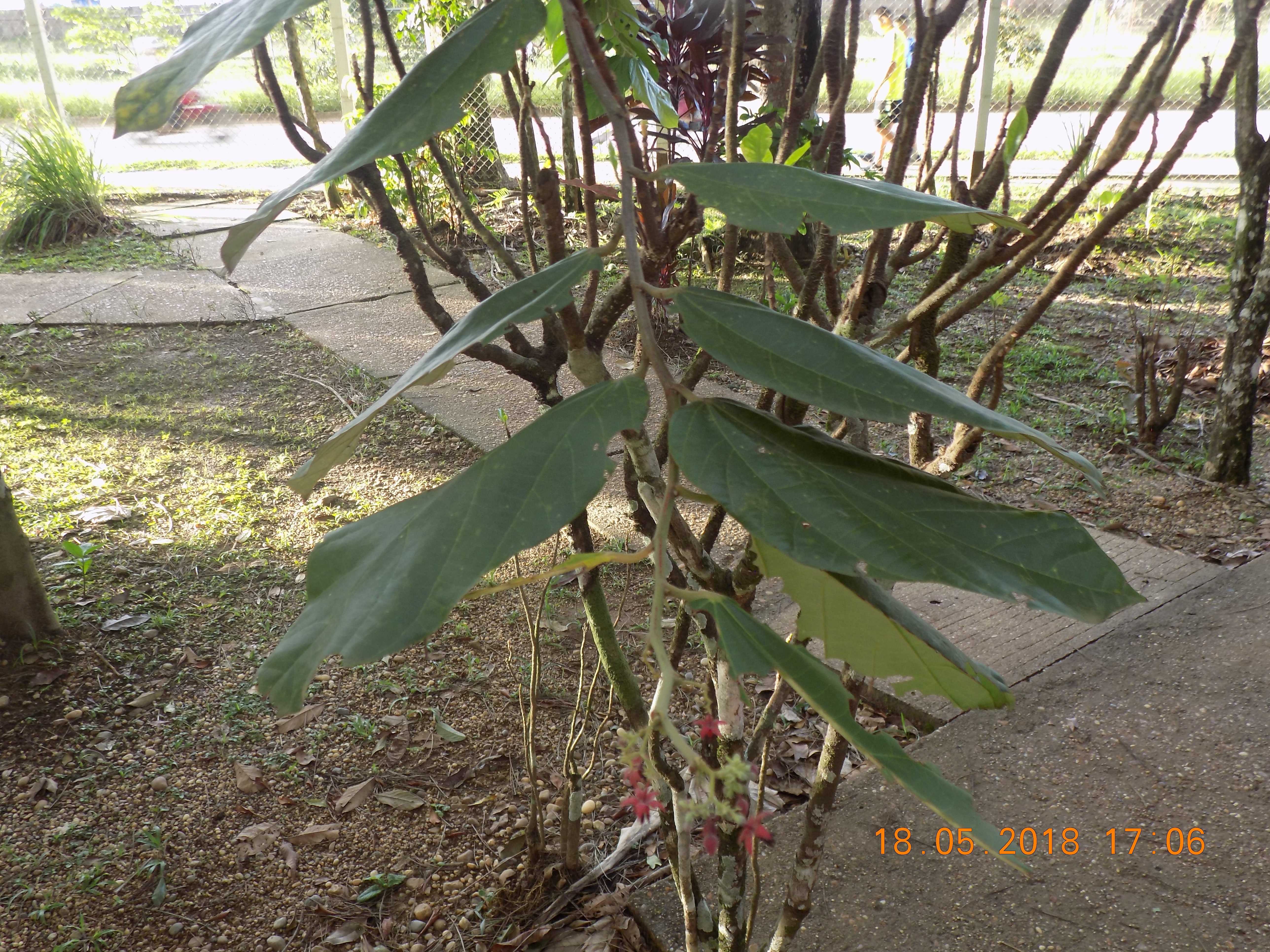
Filotaxia (2) en Theobroma bicolor
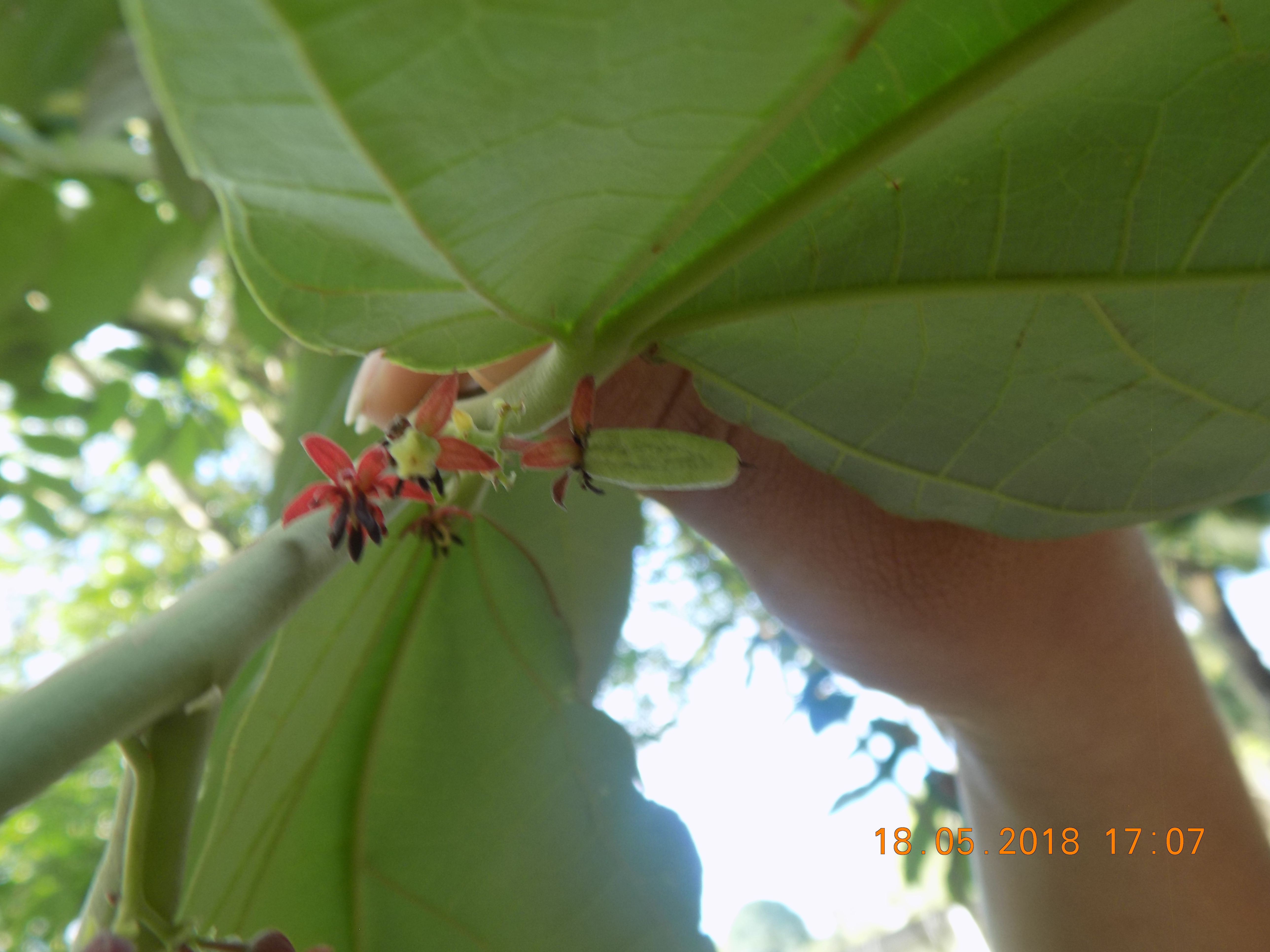
Detalle de fruto cuajado, forma cilíndrica alargada en verde cuando inmaduro.